# Belgische wetgevende verkiezingen 1837
Wetgevende verkiezingen vonden plaats in België op dinsdag 13 juni 1837 voor de gedeeltelijke vernieuwing van de Kamer van volksvertegenwoordigers. Er werden in totaal 51 van de 102 volksvertegenwoordigers verkozen in de provincies Antwerpen, Brabant, West-Vlaanderen, Luxemburg en Luik. 

## Kiessysteem
Het kiesstelsel in België was vastgelegd in de Grondwet van 1831 en in de Kieswet van 3 maart 1831. Het systeem had volgende kenmerken:
- Een meerderheidsstelsel, waarbij een kandidaat een absolute meerderheid van stemmen (al dan niet in een tweede stemronde) nodig had om verkozen te worden.
- Een districtenstelsel, waarbij elk arrondissement een of meer volksvertegenwoordigers en senatoren verkoos.
- Een termijn van vier jaar voor volksvertegenwoordigers en acht jaar voor senatoren, waarbij de leden van twee reeksen van provincies alternerend werden vernieuwd.
- Het cijnskiesrecht, waarmee iedere Belgische man die ouder dan 25 jaar was en een bepaalde hoeveelheid cijns betaalde, stemrecht kreeg. Hierdoor was er een beperkt kiezerskorps. Elke kiezer kon een stem uitbrengen per kandidaat, voor zover er leden te verkiezen waren.
- Een stemming in de hoofdplaats van het arrondissement, waarbij alle kiezers van het arrondissement (het kiescollege) zich naar hetzelfde stemlokaal diende te verplaatsen, eventueel verdeeld in stembureaus.

## Uitslagen
Voor het arrondissement Ieper werd de katholiek Auguste de Florisone verkozen in de eerste ronde met 466 stemmen en liberaal François de Langhe in de tweede ronde. Jules Malou en procureur des Konings Ch. de Patin-Dehem werden niet verkozen.

## Verkozenen
- Kamer van volksvertegenwoordigers (samenstelling 1837-1841)